# Schwäbisch Gmünd
Schwäbisch Gmünd là một xã của Đức. Đô thị này thuộc huyện Ostalb, bang Baden-Württemberg. Đô thị này có diện tích 113.78 km2, dân số là 61.350 người (thời điểm 31 tháng 12 năm 2005). Đây là thành phố đông dân thứ nhì huyện này.